# Кадлец, Вацлав
Ва́цлав Ка́длец (чеш. Václav Kadlec; род. 20 мая 1992[…], Прага) — чешский футболист, нападающий. Выступал в составе сборной Чехии.

## Клубная карьера
Кадлец начинал заниматься футболом в академии пражского клуба «Богемианс» и играл там до 2008 года. Впервые сыграл в официальном матче в 2008 году и забил свой первый гол в 16 лет.
18 августа 2013 года Кадлец перешёл во франкфуртский «Айнтрахт», подписав контракт до 2017 года. В январе 2016 года Кадлец стал игроком датского клуба «Мидтьюлланн»
1 сентября 2016 года вернулся в «Спарту» за рекордные для чемпионата Чехии € 2,7 млн, подписав с клубом четырёхлетний контракт. В феврале 2020 года в возрасте 27 лет завершил карьеру игрока из-за хронической травмы колена.

## Карьера в сборной
Кадлец дебютировал в составе сборной Чехии для игроков не старше 17 лет 29 августа 2007 года. В 2007—2009 годах забил за команду 18 голов в 27 играх. В апреле 2008 года сыграл две игры за сборную до 16 лет. В 2009 году выступал за сборную до 18, в 2010 — до 19.
12 октября 2010 года дебютировал в составе основной сборной в матче против Лихтенштейна, забив гол и став самым молодым бомбардиром в истории команды.

## Достижения
«Спарта» (Прага)
- Чемпион Чехии: 2009/10
- Обладатель Кубка Чехии: 2007/08

## Матчи за сборную
| Матчи за сборную Чехии | Матчи за сборную Чехии | Матчи за сборную Чехии | Матчи за сборную Чехии | Матчи за сборную Чехии | Матчи за сборную Чехии  | Матчи за сборную Чехии |
| ---------------------- | ---------------------- | ---------------------- | ---------------------- | ---------------------- | ----------------------- | ---------------------- |
| №                      | Дата                   | Оппонент               | Счёт                   | Голы                   | Соревнование            |                        |
| 1                      | 12 октября 2010        | Лихтенштейн            | 2:0                    | 1                      | Отборочный матч ЧЕ-2012 |                        |
| 2                      | 11 сентября 2012       | Финляндия              | 0:1                    | -                      | Товарищеский матч       |                        |
| 3                      | 7 июня 2013            | Италия                 | 0:0                    | -                      | Отборочный матч ЧМ-2014 |                        |
| 4                      | 14 августа 2013        | Венгрия                | 1:1                    | -                      | Товарищеский матч       |                        |
| 5                      | 6 сентября 2013        | Армения                | 1:2                    | -                      | Отборочный матч ЧМ-2014 |                        |
| 6                      | 11 октября 2013        | Мальта                 | 4:1                    | 1                      | Отборочный матч ЧМ-2014 |                        |
| 7                      | 15 октября 2013        | Болгария               | 1:0                    | -                      | Отборочный матч ЧМ-2014 |                        |
| 8                      | 15 ноября 2013         | Канада                 | 2:0                    | -                      | Товарищеский матч       |                        |
| 9                      | 21 мая 2014            | Финляндия              | 2:2                    | -                      | Товарищеский матч       |                        |
| 10                     | 28 марта 2015          | Латвия                 | 1:1                    | -                      | Отборочный матч ЧЕ-2016 |                        |
| 11                     | 31 марта 2015          | Словакия               | 0:1                    | -                      | Товарищеский матч       |                        |
| 12                     | 31 августа 2016        | Армения                | 3:0                    | 1                      | Товарищеский матч       |                        |
| 13                     | 4 сентября 2016        | Северная Ирландия      | 0:0                    | -                      | Отборочный матч ЧМ-2018 |                        |
| 14                     | 8 октября 2016         | Германия               | 0:3                    | -                      | Отборочный матч ЧМ-2018 |                        |
| 15                     | 11 октября 2016        | Азербайджан            | 0:0                    | -                      | Отборочный матч ЧМ-2018 |                        |
| 16                     | 8 октября 2017         | Сан-Марино             | 5:0                    | 1                      | Отборочный матч ЧМ-2018 |                        |